# Beania vegae
Beania vegae är en mossdjursart som beskrevs av Silén 1941. Beania vegae ingår i släktet Beania och familjen Beaniidae. Inga underarter finns listade i Catalogue of Life.